# Liste der Bodendenkmale in Göritz
In der Liste der Bodendenkmale in Göritz sind alle Bodendenkmale der brandenburgischen Gemeinde Göritz und ihrer Ortsteile aufgelistet. Grundlage ist die Veröffentlichung der Landesdenkmalliste mit dem Stand vom 31. Dezember 2020.
Die Baudenkmale sind in der Liste der Baudenkmale in Göritz aufgeführt.

## Bodendenkmale
| Gemarkung     | Flur | Kurzansprache | Bodendenkmalnummer | Bemerkung | Bild |
| ------------- | ---- | --- | ------------------ | --------- | ---- |
| Tornow (Lage) | 1    | Siedlung römische Kaiserzeit, Dorfkern deutsches Mittelalter, Dorfkern Neuzeit, Einzelfund Neolithikum, Münzfund Neuzeit | 140504             |           |      |